# Johannes Ciconia
Johannes Ciconia (Liège,   1335 ou 1370 - Pádua, entre 10 e 12 de junho de 1412) foi um compositor e teórico musical flamengo da Idade Média tardia que trabalhou durante a maior parte de sua vida adulta na Ialia, particularmente nas corte  papal e  na catedral de Pádua. A grande disparidade entre as possíveis datas de seu nascimento deve-se ao fato de que  seu pai tinha o mesmo nome, e, assim, a biografia de ambos tem sido confundida, em alguns relatos. Porém todas as suas obras conhecidas são posteriores a c. 1390.
Um certo Johannes Ciconia, provavelmente o pai, trabalhava como clérigo  para a viúva do sobrinho do Papa Clemente VI, em Avinhão, por volta de 1350. Esse mesmo Johannes Ciconia estava em Pádua em 1350, e viajou bastante pela Itália, no séquito do Cardeal Gil Álvarez de Albornoz, entrando em contato com a música de vários centros. Em 1372 voltou a Liège e lá permaneceu até uma data ignorada. Criou uma família ali, mas não consta que tenha se casado.
Um outro músico chamado Johannes Ciconia aparece em registros de Liège em 1385, citado como um duodenus, ou seja, um jovem, e provavelmente este é o compositor que passou à história. Registros papais o mencionam a serviço de Bonifácio IX, em Roma, no ano de 1391, e uma de suas composições, um lamento sobre a morte de Francesco da Carrara, é datada seguramente de 1393, fornecendo mais uma evidência de sua estadia no país. Em 1401 estava em Pádua, tendo possivelmente estado em Pavia no período imediatamente anterior. Permaneceu em Pádua até sua morte.
A música de Ciconia mostra um cruzamento de várias influências, algumas do norte da Itália e outras da França. Pelo menos uma de suas peças, Sus un fontayne, segue o estilo Ars subtilior, e outras já indicam um caminho para os padrões de melodia típicos da Renascença. Deixou obras nos gêneros da balada, virelai, madrigal, moteto e movimentos de missa. Também  escreveu tratados sobre a arte da composição.